# HMS Acasta (H09)
Lo HMS Acasta (pennant number H09) fu un cacciatorpediniere della Royal Navy britannica, varato nel 1929 e appartenente alla classe A.
Operativo nel settore del mar Mediterraneo durante il periodo interbellico, il cacciatorpediniere fu impiegato nei primi mesi della seconda guerra mondiale come unità di scorta nelle acque delle Isole Britanniche, per poi partecipare a partire dall'aprile 1940 agli eventi della campagna di Norvegia; l'8 giugno 1940, mentre scortava la portaerei HMS Glorious diretta in patria, fu affondato dal tiro di unità navali tedesche durante gli eventi della cosiddetta "operazione Juno".

## Storia
Ordinata il 6 marzo 1928 ai cantieri della John Brown & Company di Clydebank, la nave fu impostata il 13 agosto 1928 e varata l'8 agosto 1929 con il nome di Acasta, terza unità della Royal Navy a portare questo nome; l'unità entrò poi in servizio l'11 febbraio 1930 venendo assegnata alla 3rd Destroyer Flotilla della Mediterranean Fleet. Raggiunta Malta nell'aprile seguente, l'unità trascorse gran parte del periodo interbellico nelle acque del mar Mediterraneo prendendo parte ad esercitazioni e visite nei porti della regione; il 12 giugno 1934 subì danni in una collisione con il pari classe HMS Codrington davanti Malta, rimanendo in riparazione nei cantieri dell'isola fino al 27 luglio seguente. Tra il giugno e il dicembre del 1936 il cacciatorpediniere fu dislocato nelle acque della Spagna per condurre missioni di soccorso umanitario e di contrasto al contrabbando di armi durante il periodo della guerra civile spagnola.
Nel maggio 1937 l'Acasta rientrò nel Regno Unito per condurre lavori di grande manutenzione nei cantieri della base di Devon port, durante i quali in particolare fu installato un apparato ASDIC. Rientrato in servizio l'11 aprile 1938, il cacciatorpediniere fu assegnato alla 7th Destroyer Flotilla e operò estesamente nelle acque di casa facendo base principalmente a Plymouth; ai primi del marzo 1939 fornì assistenza durante le prove in mare dell'incrociatore della marina argentina ARA La Argentina appena completato dai cantieri della ditta britannica Vickers-Armstrongs.
Allo scoppio della seconda guerra mondiale nel settembre 1939, l'Acasta fu assegnato alla 18th Destroyer Flotilla di Plymouth per operare come unità di scorta ai convogli navali nella zona del canale de La Manica e degli approcci occidentali alla Gran Bretagna; trasferita a Liverpool alla fine di dicembre, l'unità operò poi dal gennaio al marzo 1940 nella zona dell'oceano Atlantico orientale. Con l'inizio della campagna di Norvegia nell'aprile 1940, l'Acasta fu assegnato alla 1st Destroyer Flotilla della Home Fleet il 10 aprile, per operare come unità di scorta ai convogli di navi trasporto truppe dirette verso la Norvegia; il 10 maggio il cacciatorpediniere fece da scorta all'incrociatore HMS Penelope rimasto danneggiato per l'urto con una roccia e diretto nel Regno Unito per le riparazioni.
Assegnato alla fine di maggio alle operazioni di evacuazione delle truppe alleate dalla zona di Narvik (operazione Aphabeth), l'8 giugno l'Acasta salpò unitamente al cacciatorpediniere HMS Ardent dalle acque noprvegesi di scorta alla portaerei HMS Glorious, diretta in patria separatamente dal resto della flotta. Le tre unità britanniche finirono poi con l'incappare, quello stesso pomeriggio, nelle navi da battaglia tedesche Scharnhorst e Gneisenau, salpate per dare la caccia a unità nemiche che navigassero isolate (operazione Juno). I due cacciatorpediniere tentarono di stendere delle cortine fumogene per coprire la portaerei, ma nel giro di pochi minuti i cannoni tedeschi colpirono ripetutamente e affondarono tanto la Glorious quanto lo Ardent; rimasto solo, il comandante dell'Acasta Charles Eric Glasfurd diresse coraggiosamente incontro alle unità tedesche per lanciare una salva di siluri a distanza ravvicinata, riuscendo a colpire con un ordigno la Scharnhorst che riportò gravi danni. Ripetutamente centrato dalle cannonate tedesche, il cacciatorpediniere affondò infine nella posizione 68° 45' N, 04° 30' E; l'unico superstite dell'equipaggio, il marinaio C. G. Carter, fu preso a bordo di una scialuppa che conteneva 38 superstiti della Glorious, e il gruppo fu poi recuperato dal mercantile norvegese Borgund che condusse in salvo i britannici a Tórshavn nelle Fær Øer il 14 giugno seguente.